# Lucky Sherpa

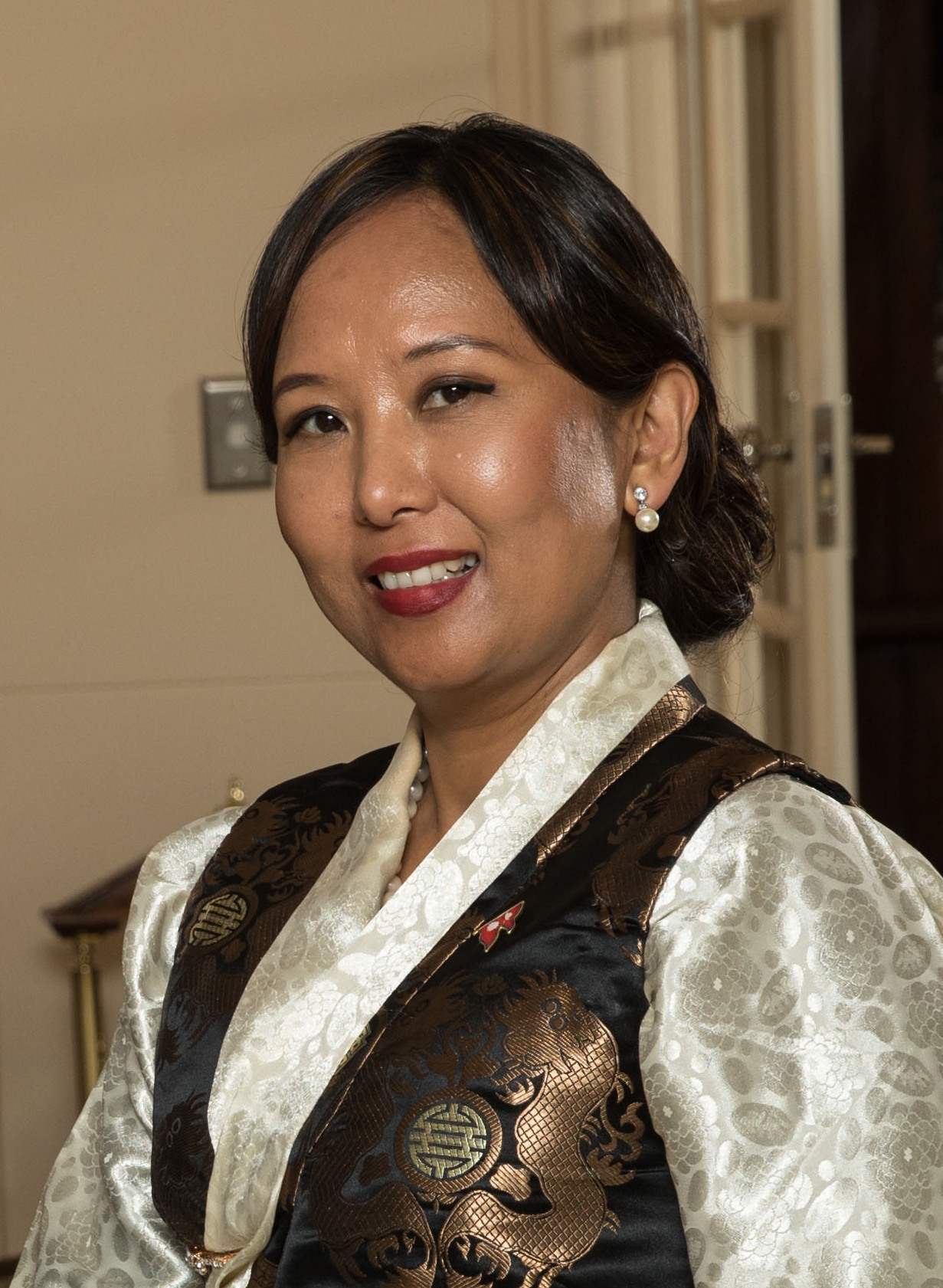
Lucy Sherpa (2017)

Lucky Sherpa (nepālī: लक्की शेर्पा) gehört zur Ethnie der Sherpa und ist eine nepalesische Diplomatin und Politikerin (CPN-MC). Sie ist die erste indigene Frau, die von der nepalesischen Regierung zur Botschafterin ernannt wurde und die in Nepal Politbüro-Status erreichte.

## Leben
Lucky Sherpa war die erste Absolventin der Sherpa-Gemeinschaft, die einen Master-Abschluss in Wirtschaftswissenschaft erwarb und 2001 die beste Studentin der Fakultät am Campus Patan der Tribhuvan-Universität. Sie hat an zahlreichen internationalen Programmen teilgenommen, die von ILO, UNDP und dem Karuna Center for Peacebuilding (KCP) angeboten wurden. Lucky wurde als „Young Women Human Rights Leader“ und 2007 als „Youth Ambassador for Peace“ geehrt.
Nach der Ausrufung der Republik im Frühjahr 2008 war Lucky Sherpa Mitglied der Verfassungsgebenden Nationalversammlung und bis 2012 Abgeordnete des Parlaments. Sie war die erste Frau der Sherpa Gemeinschaft, die das Politbüro-Status (beim Maoistischen Zentrum CPN-MC) erreichte. Während ihrer Zeit als Abgeordnete war Lucky Mitglied des Ausschusses für internationale Beziehungen und Menschenrechte. Sie leitete GLOBE Nepal, das parlamentarische Netzwerk für Umwelt und war Mitglied im Leitungsgremium des Climate Vulnerable Forum.
Lucky Sherpa wurde im Mai 2017 von Bidhya Devi Bhandari zur Botschafterin in Australien ernannt. Am 21. November 2017 wurde Lucky Sherpa als nichtresidierende Botschafterin in Neuseeland akkreditiert Nach unbestätigten Vorwürfen ihres ehemaligen Fahrers wegen Menschenhandels trat Lucky am 1. Februar 2019 von ihrem Amt zurück und teilte mit, dass sie auf ihre diplomatische Immunität verzichtet habe.
Lucky Sherpa ist mit Ngwang Sonam Sherpa verheiratet und hat zwei Söhne. Ständiger Wohnsitz ist der Sankhuwasabha Distrikt (Stand 2017).